# Amosis I
Nebpehtyra Ahmose, o Ahmose, fue el faraón fundador de la Dinastía XVIII del Imperio Nuevo de Egipto, aunque es más conocido como Ahmose I, o como lo denominó Manetón, Amosis, según Eusebio de Cesarea en la versión del monje Jorge Sincelo. Reinó de c. 1575 a 1550 a. C. Sus títulos de trono y nacimiento eran Neb-pehty-Ra Ah-mose.
Era miembro de la casa real de Tebas, hijo del faraón Seqenenra Taa y hermano del que sería el último faraón de la Dinastía XVII, Kamose. Durante el reinado de su padre —o de su abuelo–, Tebas se rebeló contra los hicsos, que gobernaban el Bajo Egipto. Cuando contaba con siete años su padre falleció de forma violenta, posiblemente guerreando, y tenía alrededor de diez años al morir su hermano por causas desconocidas, tras un corto reinado de probablemente unos tres años. Amosis I asumió el trono tras la muerte de su hermano, y tras su coronación fue conocido como Neb-pehty-Ra.
Durante su reinado, Amosis completó la conquista del Bajo Egipto y la expulsión de los hicsos del delta del Nilo, restaurando el gobierno de Tebas sobre todo el territorio de Egipto. También restauró el poder egipcio sobre los territorios de Nubia y Canaán. Después reorganizó la administración del país, reabrió canteras, minas y rutas de comercio, comenzando grandes proyectos de construcción de un tipo que no se había abordado desde la época del Imperio Medio. El reinado de Amosis puso los cimientos de la creación del Imperio Nuevo, en el que el poder egipcio llegó a su cúspide.
En el controvertido documental de 2006 de James Cameron, El Éxodo descodificado se señala a Ah-Moses (Amosis I) como el auténtico faraón que enfrentó la rebelión de los hebreos y descarta a Ramses II.

## Cronología de su reinado
El reinado de Amosis ha sido datado de forma diferente, según distintos autores: 1570–1546, 1560–1537 o 1551–1527. Manetón escribe que el reinado de Amosis fue de 25 años y 4 meses, y el dato está apoyado por una inscripción que hace mención al año 22 de su reinado, encontrada en las canteras de Tura. El examen médico de su momia indica que murió con una edad aproximada de treinta y cinco años, lo que apoya también una duración del reinado de 25 años, si tenemos en cuenta que llegó al trono con diez años de edad. El historiador David Rohl ha sugerido fechas alternativas para su reinado (de 1194 a 1170 a. C.), pero sus conclusiones son rechazadas por la mayoría de los egiptólogos.

## Campañas militares
El conflicto entre los reyes locales de Tebas y el rey de los hicsos Apepi Aauserra ya había comenzado en algún momento del reinado de Seqenenra Taa, y finalizaría tras casi treinta años de guerra intermitente durante el reinado de Amosis I. Es probable que el propio Seqenenra Taa muriese luchando contra los hicsos, tal y como sugiere el gran número de heridas halladas en su momia. Se sabe que su sucesor, Kamose (probablemente el hermano mayor de Amosis), prosiguió la guerra, puesto que atacó y saqueó las tierras que rodeaban la capital de los hicsos (Avaris, en la actual Tell el-Daba). Kamose, considerado el último rey de la dinastía XVII, tuvo más éxito que Seqenenra Taa en la guerra y consiguió hacer retroceder a los enemigos: en el sur recuperó Elefantina y logró liberar Menfis y todo el Delta del Nilo a excepción de Avaris, la última fortaleza hicsa. Es evidente que el reinado de Kamose fue corto, dado que tan solo se registran datos relativos al tercer año de su reinado, y que fue sucedido por Amosis. Apepi, el rey de los hicsos, pudo morir también por aquella época. Existen dudas sobre si los nombres "Apepi" encontrados en los registros históricos pertenecen a dos monarcas, o si son dos nombres del mismo rey. Si se tratase de reyes distintos, se cree que Apepi Awoserre habría muerto aproximadamente por el mismo tiempo que Kamose, y que fue sucedido por Apepi II Aqenienre.
La temprana muerte de Kamose implicó que Ahmose ascendiese al trono siendo solo un niño, por lo que su madre, Ahhotep, fue regente hasta su mayoría de edad. A juzgar por algunas descripciones sobre sus títulos reales mientras estaba en el poder, e incluyendo el general y honorífico "cuidadora de Egipto", parece que consolidó efectivamente la base de poder tebano en los años previos a que Amosis asumiera el control. El asedio a Avaris no cesó durante todo aquel tiempo, y la eficacia de Ahhotep como gobernante y jefe de las tropas no tardaría en ser recompensada por su hijo con el mayor galardón militar egipcio, tres gruesas «moscas de oro» que mostrarían a la reina como una auténtica heroína en esa larga guerra. Si realmente Apepi Aqenienre fuera el sucesor de Apepi Awoserre, entonces se cree que permaneció en el delta durante la regencia de Ahhotep, porque ese nombre no aparece en ningún monumento u objeto al sur de Bubastis.

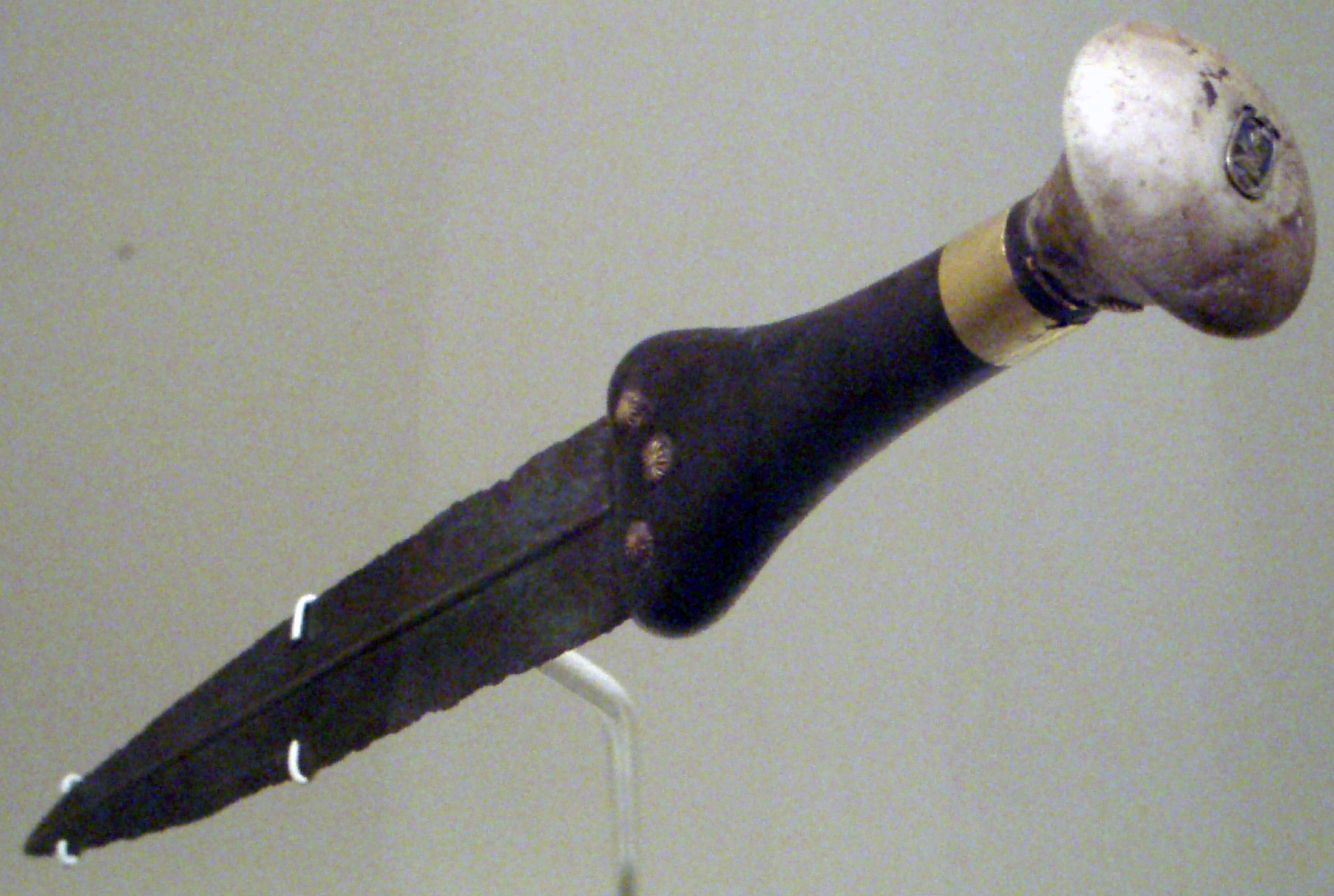
Daga con el nombre de Amosis I inscrito en ella. Royal Ontario Museum, Toronto

### La independencia de Tebas
Amosis comenzó la conquista del territorio del Bajo Egipto, que era el que se encontraba bajo el control de los hicsos, alrededor del undécimo año del reinado de Jamudy (rey de los hicsos), pero existe cierta controversia acerca de la secuencia exacta de los hechos.
Analizar los eventos que tuvieron lugar durante la conquista y antes del asedio de la capital de los hicsos es extremadamente difícil, debido a que prácticamente toda la información de la que disponemos procede de un breve aunque valiosísimo comentario de carácter militar, ubicado en el reverso del Papiro de Ahmes (también llamado Papiro Rhind), que consiste en unas breves notas fechadas, una de las cuales dice lo siguiente:

Undécimo año de reinado, segundo mes de shemu, Heliópolis fue penetrada. Primer mes de ajet, día 23, este Príncipe del Sur penetró en Tyaru.

Si bien en el pasado se asumía que la mención al año de reinado hacía referencia al año de reinado de Amosis, hoy en día se cree que realmente hace referencia al reinado del oponente de Amosis, Jamudy, puesto que el documento se refiere a Amosis por el título inferior de "Príncipe del Sur", y no como rey o faraón, que sería la forma en la que se habría dirigido a él un súbdito suyo.
Anthony Spalinger, haciendo una revisión del libro de Kim Ryholt de 1997, The Political Situation in Egypt during the Second Intermediate Period, c.1800-1550 BC, hace notar que la traducción que Ryholt hace de la parte central del texto realmente quiere decir "mes de ajet, día 23. Él, el del Sur, ataca contra Tyaru. Spalinger, que prefiere no cuestionar la traducción de Ryholt, se pregunta en su revisión del libro lo siguiente:

¿Es razonable esperar que un texto escrito desde Tebas describa al faraón de esta manera? Puesto que si la fecha hace referencia a Amosis, entonces el escriba debía ser un súbdito de dicho gobernante. Para mí, la muy indirecta referencia a Amosis —debe ser Amosis— debería indicar a un vasallo de la dinastía de los hicsos; por tanto, los años de reinado deben hacer referencia a este monarca y no al tebano."

El Papiro Rhind también ilustra parte de la estrategia militar de Amosis cuando atacó el delta. Amosis entró en el delta por la ciudad sagrada de Heliópolis en julio, y luego se movió hacia la parte oriental del delta para tomar en octubre la ciudad de Tyaru, la mayor fortificación fronteriza del Camino de Horus, la principal vía de comunicaciones entre el Bajo Egipto y Canaán. Con esto bloqueaba completamente a los hicsos en Avaris, ciudad que había evitado en su movimiento, lo que indica que estaba planeando aislar la ciudad, privando a la capital de los hicsos de la ayuda y suministros que pudieran conseguir de sus aliados de Siria y Palestina (Canaán).
Se encontraron registros en los que se describen los acontecimientos posteriores de la campaña en las paredes de la tumba de un soldado que participó en la guerra, y que curiosamente comparte el mismo nombre que el faraón, Amosis, hijo de Abana. Según estos registros, Amosis I habría dirigido tres ataques fallidos contra el bastión de Avaris, la capital de los hicsos. Además, Amosis se vio también obligado a regresar al sur a sofocar una rebelión interna, a la que ni siquiera la reina Ahhotep pudo hacer frente. 
Avaris aguantaría sin ser conquistada hasta el cuarto embate del rey egipcio. En ese momento los hicsos tuvieron que huir más hacia el este. Con Jamudy aún al frente, los hicsos se refugiaron en la fortaleza de Sharuhen, cerca de Gaza, pero Amosis completaría su victoria expulsándoles también de este enclave.
Se calcula que Amosis habría conquistado Avaris, como muy tarde, durante los años 18.º o 19.º de su reinado. Estos datos se infieren de un grafito encontrado en la cantera de Tura, en donde se afirma que se usaron "bueyes de Canaán" para la apertura de la cantera durante el 22.º año del reinado de Amosis. Teniendo en cuenta que el ganado habría sido probablemente importado después del asedio de Amosis sobre la ciudad de Sharuhen, que a su vez sucedió a la caída de Avaris, esto implica que el reinado de Jamudy habría terminado como muy tarde durante los años 18.º o 19.º del reinado de Amosis, que llegó a reinar 25 años.

### Campañas en el extranjero

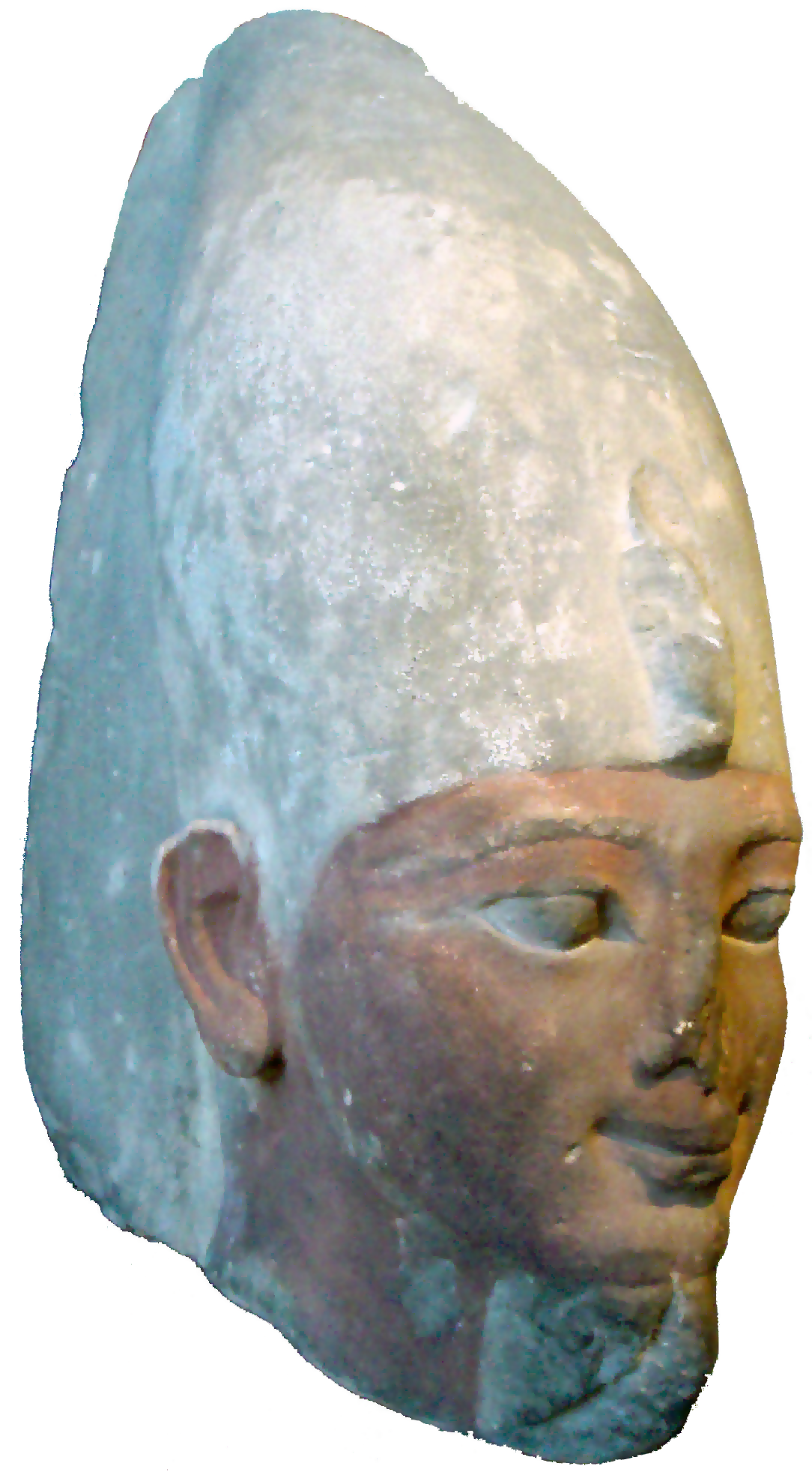
Estatua de Ahmose I (Amosis I). Museo Brooklyn.

Tras la expulsión de los hicsos, y por primera vez en más de cien años, todo Egipto volvía a estar dirigido desde un único centro. Amosis, gobernante de todo Egipto, ubicó la capital en la ciudad de Tebas, la artífice de la rebelión. Considerado el fundador de la dinastía XVIII y del Imperio Nuevo, el faraón tuvo ante sí la difícil tarea de restaurar el debilitado sistema económico y financiero del país, así como restablecer vínculos comerciales con otros países y reconstruir los templos y edificios oficiales que los hicsos y la propia guerra habían destruido. Amosis tampoco se olvidó de quienes habían prestado apoyo a su causa: aparte de los premios y honores concedidos a la reina Ahhotep, los diversos príncipes locales que habían secundado la rebelión de Tebas fueron generosamente recompensados.
No obstante, Amosis no se contentó con ver a los hicsos expulsados y dispersados por Asia. Recordando que muy poco antes la extinta dinastía XV (la de los gobernantes hicsos) había estado aliada con los diferentes reinos de Canaán y Nubia, emprendió acciones bélicas en estos lugares a fin de disuadir a los gobernantes de repetir la experiencia hicsa y, de paso, vengar a sus antiguos amigos. Tras derrotar a los hicsos, Amosis comenzó campañas en Siria y en Nubia. En una de las campañas, correspondiente al vigésimo segundo año de su reinado, llegó hasta la ciudad de Djahy, en el levante mediterráneo, y puede que tan lejos como el Éufrates, si bien es a Tutmosis I, el faraón posterior, a quien se suele considerar el primero que llevó la guerra hasta tan lejos. Amosis sí que llegó, cuando menos, hasta Kedem (ciudad que se cree que estaba ubicada cerca de Biblos), según aparece en un ostracon encontrado en la tumba de su esposa, Ahmose-Nefertari. Los detalles de esta campaña en particular son escasos, puesto que la fuente de la mayor parte de la información de que disponemos procede de la tumba del soldado Ahmose, y éste sirvió en la armada egipcia durante aquella época, por lo que no tomó parte en esta expedición terrestre. Sin embargo, a partir de las investigaciones arqueológicas realizadas al sur de Canaán se puede inferir que lo que ocurrió a finales del siglo XVI a. C. fue que Amosis y sus sucesores inmediatos atacaron la región con la intención de acabar con el poder de los hicsos destruyendo sus ciudades, sin intención de conquistar Canaán. Esta interpretación se infiere del hecho de que muchos lugares fueron destruidos durante el periodo, y no consta ningún intento de reconstrucción. Esto no sería lógico si el propósito del faraón hubiese sido la conquista con la finalidad de poder exigir tributos en el futuro.
Las campañas de Amosis I en Nubia están mejor documentadas. Poco después de la primera campaña en Nubia se produjo una rebelión de los nativos contra Amosis comandada por un nubio llamado Aata, pero la rebelión fue sofocada. Tras este primer intento, un egipcio contrario a Tebas consiguió agrupar a muchos rebeldes nubios para un nuevo levantamiento, pero también fue derrotado. Amosis restauró el gobierno egipcio sobre Nubia, que se controlaba desde un centro administrativo establecido en Buhen. Por otro lado, y durante el restablecimiento del control egipcio sobre Nubia, parece que Amosis recompensó a varios príncipes locales que apoyaron su causa y la de sus predecesores dinásticos.

## Arte y construcción
Sin lugar a dudas, uno de los grupos más beneficiados por la reunificación del Alto y el Bajo Egipto, así como por la reconquista de las minas del Sinaí y Nubia, fue la clase sacerdotal, y en especial la del dios Amón. Esta deidad, considerada como la personificación de la rebelión y el orgullo egipcios, no tardó en pasar de ser el dios principal de Tebas a la cabeza del panteón nacional, gracias al patrocinio sin fisuras de la familia real. La vuelta a la estabilidad se tradujo en un aluvión de riquezas que, a su vez, fue a parar en su mayor parte a la ciudad-templo de Karnak, que en poco tiempo superó en poder al ahora decadente sacerdocio de Ra en Heliópolis. Los renacientes intercambios comerciales con Nubia, Siria, Fenicia, Creta, Chipre y las islas del mar Egeo hicieron que, poco antes de la muerte de Amosis, Egipto se convirtiera en un imperio económico.
En sus últimos años de reinado, Amosis inició una intensa actividad artística y arquitectónica, principalmente centrada en la restauración de templos y construcciones destruidos. Amosis dedicó de forma periódica un décimo de toda la producción egipcia a la construcción de monumentos dedicados a los dioses tradicionales egipcios, recuperando con ello la actividad constructora masiva de grandes templos, así como la actividad artística. Sin embargo, y dado que la derrota final de los hicsos tuvo lugar relativamente tarde en el reinado de Amosis, su programa constructivo no duró probablemente más de siete años, y gran parte de las construcciones que comenzó es probable que no fueran finalizadas hasta el reinado de su sucesor, Amenofis I.

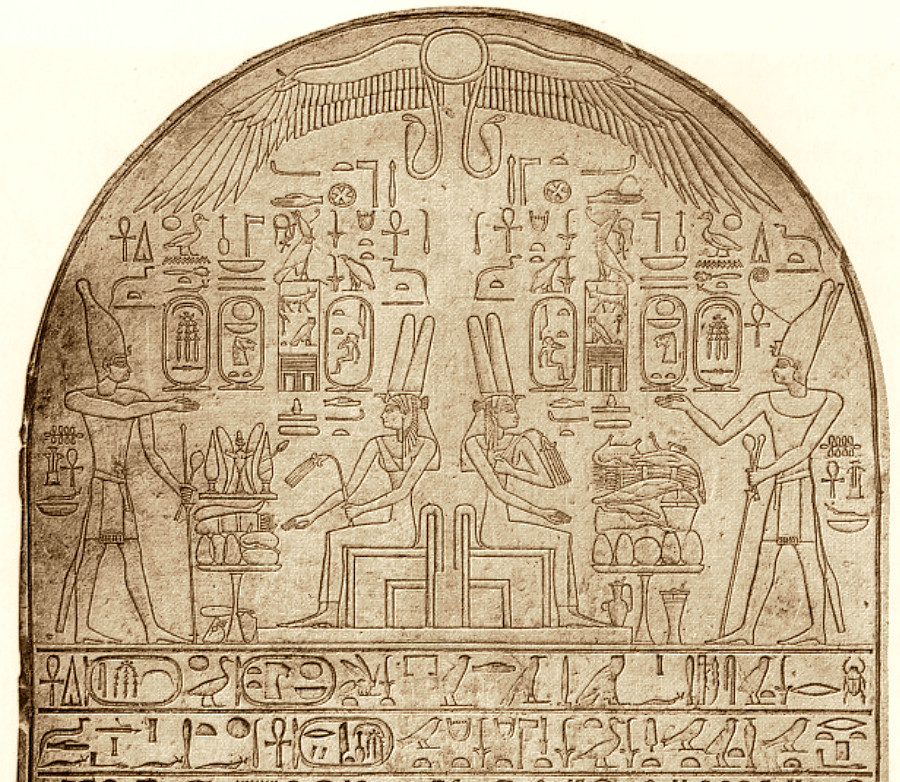
Estela de Ahmose y Tetisheri. Museo Egipcio de El Cairo.

Se retornó al estilo elegante y conservador del Imperio Medio, aunque aportando algunos pocos elementos nuevos, especialmente en cuanto al material utilizado. Las obras llevadas a cabo durante el reinado de Amosis están construidas con materiales mucho más finos que ninguno utilizado en el Imperio Medio. Una vez que el delta del Nilo y Nubia se encontraban de nuevo bajo el control egipcio, se pudo acceder a recursos que antes no estaban al alcance del Alto Egipto. El oro y la plata llegaban de Nubia, el lapislázuli de regiones remotas del Asia central, el cedro llegaba desde Biblos, y en la península del Sinaí se reabrieron las minas de turquesas de Serabit el-Khadim. Aunque no se conoce con exactitud la naturaleza de las relaciones entre Egipto y Creta, se han encontrado al menos algunos diseños minoicos que datan de este periodo, y Egipto consideraba el mar Egeo como parte de su imperio. Amosis reabrió las canteras de caliza de Tura para extraer la piedra necesaria para los monumentos, y utilizó ganado asiático de Fenicia para transportar la piedra, según atestiguan las inscripciones encontradas en la cantera.
El estilo artístico del reinado de Amosis I fue similar al estilo real tebano preponderante en el Imperio Medio, y las estelas que datan de este periodo vuelven a tener la misma calidad. Esto es posible que refleje una natural tendencia conservadora cuyo fin sería revivir aquellas modas pertenecientes a la era anterior a la llegada de los hicsos. A pesar de ello, solo han sobrevivido tres esculturas confirmadas que representen a Amosis I: una estatuilla ushebti que se encuentra en el Museo Británico, probablemente procedente de su tumba (que no ha llegado a ser localizada), y dos esculturas a tamaño real, una de las cuales se encuentra en el Metropolitan Museum de Nueva York, y la otra en el Museo de Jartum. Todas muestran unos ojos ligeramente saltones, característica que también aparece en diversas estelas que representan al faraón. Basándose en el estilo, una pequeña esfinge de piedra caliza que se encuentra en el Museo Nacional de Escocia, en Edimburgo, también ha sido identificada como representación de Amosis I.

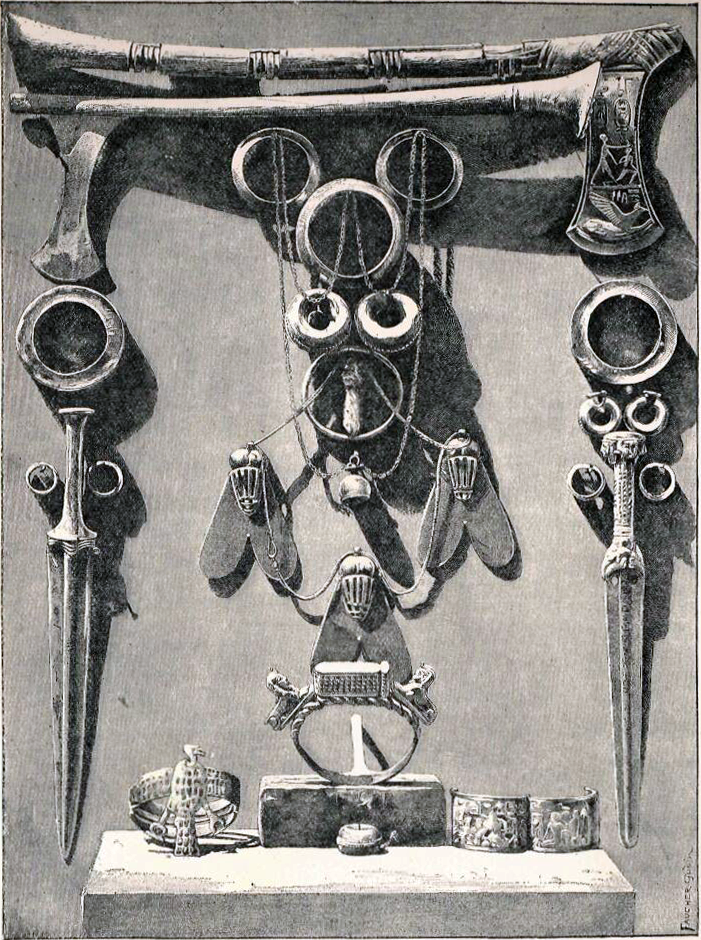
Joyas y armas ceremoniales encontradas en el enterramiento de la Reina Ahhotep, incluyendo un hacha en cuyo filo se representa al faraón Amosis I abatiendo a un soldado hicso y las moscas de oro concedidas a la reina por su apoyo en la lucha contra los hicsos.

Se cree que el arte de fabricación del vidrio se desarrolló durante el reinado de Amosis I. Las muestras más antiguas de vidrio que se han encontrado parecen ser piezas defectuosas de fayenza egipcia, pero la fabricación intencional de vidrio no tuvo lugar hasta los comienzos de la Dinastía XVIII. Uno de los primeros ejemplos de abalorios de vidrio contiene los nombres de Amosis y de Amenofis I escritos en un estilo datado aproximadamente en el tiempo de sus reinados. Por ello, si la fabricación de vidrio no se desarrolló antes del reinado de Amosis, y si los primeros objetos hallados datan de no mucho más tarde que el reinado de su sucesor, es muy posible que fuese durante su reinado cuando se desarrolló esta nueva industria.
Amosis retomó los grandes proyectos de construcción, similares a los emprendidos antes del Segundo Periodo Intermedio. En el sur del país comenzó la construcción de templos utilizando sobre todo el adobe, uno de ellos en la ciudad nubia de Buhen. En el Alto Egipto hizo algunas ampliaciones a los ya existentes templos de Amón en Karnak y de Montu en Armant. Además, y según una inscripción encontrada en Tura, utilizó piedra caliza blanca para la construcción de un templo dedicado al dios Ptah, presumiblemente en Menfis, y el harén meridional de Amón, pero no llegó a finalizar ninguno de esos dos proyectos. También construyó en Abidos un cenotafio dedicado a su abuela, la reina Tetisheri, considerada la matriarca de la familia y la primera «voluntad de hierro» a favor de la resistencia a los hicsos. Sea como fuere, el lugar donde más se apreció el favor real y divino sería, una vez más, la ciudad de Tebas, convertida en la capital de todo Egipto, por encima incluso de Menfis y Heliópolis.
Por otro lado, excavaciones realizadas por Manfred Bietak en el lugar en el que estaba ubicada la ciudad de Avaris, muestran que Amosis construyó un palacio en el lugar que ocupaba la antigua capital fortificada de los hicsos. Bietak encontró fragmentos de frescos de estilo minoico que cubrieron en su tiempo las paredes del palacio. Por ello existe una gran especulación acerca del rol que esta civilización egea pudo haber tenido en el campo del comercio y de las artes.
Bajo el reinado de Amosis, la ciudad de Tebas se convirtió en la capital de todo Egipto, al igual que lo había sido durante el Imperio Medio. También se convirtió en el centro de un nuevo cuerpo establecido de funcionarios públicos, al incrementarse la demanda de escribas y de personas con conocimiento de la escritura a medida que los archivos reales se incrementaban con la documentación generada en el reino. La elección de Tebas como capital fue probablemente por motivos estratégicos, puesto que estaba ubicada en el centro del país, y sería la conclusión lógica tras haber tenido que enfrentarse a los hicsos en el norte y a los nubios en el sur. Cualquier oposición futura que pudiera surgir contra el faraón podría ser combatida rápidamente.
Sin embargo, el cambio más importante en el reinado de Amosis fue posiblemente el relativo a la religión oficial del reino. Tebas se convirtió en el centro religioso y político del país, siendo Amón, su dios local, el que recibió el mérito de haber inspirado las victorias militares de Amosis contra los hicsos. Creció la importancia del complejo de templos de Karnak (ubicado en la ribera oriental del Nilo, al norte de Tebas) y superó al culto anterior al dios Ra, que se centraba en la ciudad de Heliópolis. Se han encontrado diversas estelas que detallan el trabajo realizado por Amosis en Karnak, y en dos de ellas aparece como el benefactor del templo. En una de ellas, conocida como la Estela de la Tormenta, Amosis se vanagloria de haber reconstruido las pirámides de sus predecesores en Tebas, y que habían sido destruidas por una tormenta. Algunos estudiosos combinan esta afirmación con la erupción del volcán de Tera en el mar Egeo, pero este tipo de afirmaciones son comunes en los escritos propagandísticos de otros faraones, dado que simbolizan la victoria sobre los poderes de la oscuridad. Por ese motivo, no se puede llegar a una conclusión definitiva.

### Pirámide

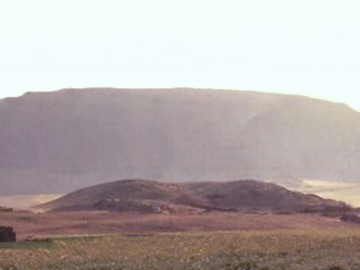
Restos de la pirámide del faraón Ahmose (Amosis I) en Abidos, Egipto

Plano del complejo Pirámide/Templo de Amosis I

En 1899 se descubrieron en Abidos los restos de una pirámide, que en 1902 fueron identificados como una obra del reinado de Amosis I. Esta pirámide y las estructuras relacionadas con ella se convirtieron en objeto de renovados estudios a partir de 1993, fecha en que se puso en marcha una expedición de investigación dirigida por Stephen Harvey y patrocinada por el Instituto de Bellas Artes de Pensilvania y Yale, y la Universidad de Nueva York. El estado de conservación de la pirámide no era bueno: la mayoría de las piedras del exterior de la pirámide habían sido sustraídas a lo largo de los años para su utilización en otros proyectos de construcción posteriores, y el montículo de escombros sobre los que se había construido se había derrumbado. Sin embargo, Arthur Mace encontró dos hiladas intactas de bloques del revestimiento, y a partir de ellas, estimó una pendiente de unos 60 grados (en comparación con la inclinación de 51 grados de la Gran Pirámide de Guiza). Aunque la pirámide interior no ha sido explorada desde 1902, el trabajo realizado en 2006 descubrió porciones de una inmensa rampa de construcción hecha con ladrillos de adobe y construida contra una de las caras. 
La expedición de Harvey ha descubierto hasta la fecha tres estructuras más que pertenecían al conjunto del templo de la pirámide (que ya había sido descubierto por Arthur Mace). El que se conoce como el templo de la pirámide es la estructura más cercana a la base de la pirámide, y es probable que fuese construida con la intención de ser el centro de culto principal. Entre los miles de fragmentos pintados y tallados que han sido descubiertos desde 1993, aparecen diversas representaciones de una compleja narrativa sobre una batalla contra un enemigo asiático. Con toda probabilidad estos relieves, que muestran arqueros, naves, enemigos muertos y la primera representación conocida de un caballo en el Antiguo Egipto, suponen la única representación conocida de las batallas de Amosis contra los hicsos.
Adyacentes al templo principal de la pirámide y en dirección al este, Harvey ha identificado dos templos construidos por la reina consorte, Ahmose-Nefertary. En una de estas estructuras también se encuentran ladrillos estampados con el nombre del tesorero jefe, Neferperet, oficial responsable de la reapertura de las canteras en el-Ma'asara (Tura) en el vigésimo segundo año de reinado de Amosis. Un tercer templo más grande (templo C) es similar al de la pirámide en forma y tamaño, pero sus ladrillos y sus detalles de decoración hacen creer que se trataba de un lugar de culto para Ahmose-Nefertary.
El eje en el que se estructura el complejo de la pirámide puede asociarse con una serie de monumentos construidos a lo largo de un kilómetro de desierto. A lo largo de este eje se pueden localizar varias estructuras clave: una gran pirámide dedicada a su abuela, Tetisheri, que contiene una estela que muestra a Amosis dedicándole ofrendas; un complejo subterráneo excavado en la roca que pudo haber servido como representación de un inframundo osírico o como tumba real; y un templo con grandes terrazas de piedra y adobe construido en unos altos acantilados. Todos estos elementos reflejan un plan general similar al llevado a cabo para el cenotafio del faraón Sesostris III y su construcción combina elementos de los complejos de pirámides tanto del Imperio Antiguo como del Imperio Medio.
Existe una cierta discusión acerca de si la pirámide fue el lugar de enterramiento de Amosis o si se trata de un cenotafio. Aunque Mace y Currelly, los primeros exploradores, fueron incapaces de localizar ninguna cámara interior, es improbable que pudiera haber un lugar de enterramiento en el interior del montículo de escombros sobre el que se levanta la pirámide. En ausencia de mención alguna a la tumba del rey Amosis en la relación de robos de tumbas contenida en el Papiro Abbott, y en ausencia de un candidato probable entre las tumbas reales de Tebas, es posible que el rey fuese enterrado en Abidos, como sugiere Harvey. Ciertamente, el gran número de esculturas de culto encontradas en los últimos años en la base de la pirámide, así como la presencia de un cementerio utilizado por los sacerdotes del culto de Amosis, sirven para argumentar la importancia del culto real en Abidos. Sin embargo, otros egiptólogos piensan que la pirámide fue construida, al igual que la pirámide de Tetisheri, como un cenotafio, y que Amosis pudo haber sido enterrado originalmente al sur de Dra Abu el-Naga, junto con el resto de los reyes del final de la Dinastía XVII y comienzos de la XVIII.
Esta pirámide fue la última de la historia de Egipto que fuera construida como parte de un complejo funerario. La forma piramidal sería abandonada por los faraones del Imperio Nuevo, tanto por razones prácticas como religiosas. La llanura de Guiza ofrecía mucho espacio para la construcción de pirámides, pero ese no era el caso de la geografía tebana, mucho más escarpada y llena de acantilados, y que hacía que cualquier enterramiento en el desierto circundante fuera vulnerable a las inundaciones. Además, la forma piramidal estaba asociada con Ra, el dios del sol, que había dejado de ser el preponderante en favor de Amón. Por su parte, uno de los significados de Amón era el oculto, lo que significa que ahora era teológicamente permisible esconder la tumba del faraón mediante la separación completa del templo funerario del lugar concreto del enterramiento. Si tenemos en cuenta que esto añadía la ventaja de que el lugar de descanso del faraón podía quedar oculto y mejor protegido de los ladrones de necrópolis, todo esto supuso que los faraones posteriores del Imperio Nuevo fuesen enterrados en tumbas excavadas en la roca, en el Valle de los Reyes.

## Momia

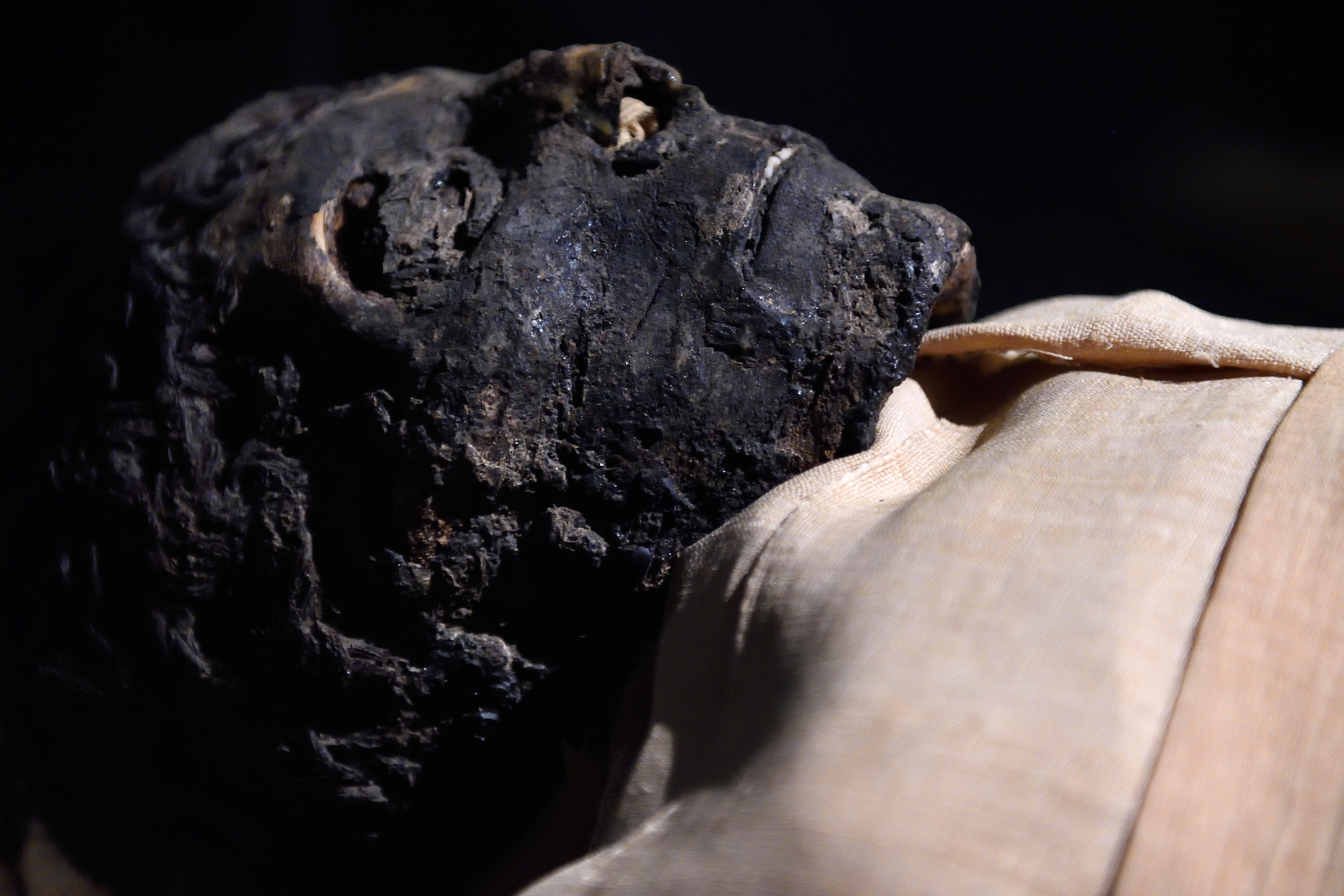
Cabeza momificada de Amosis I en el Museo de Luxor

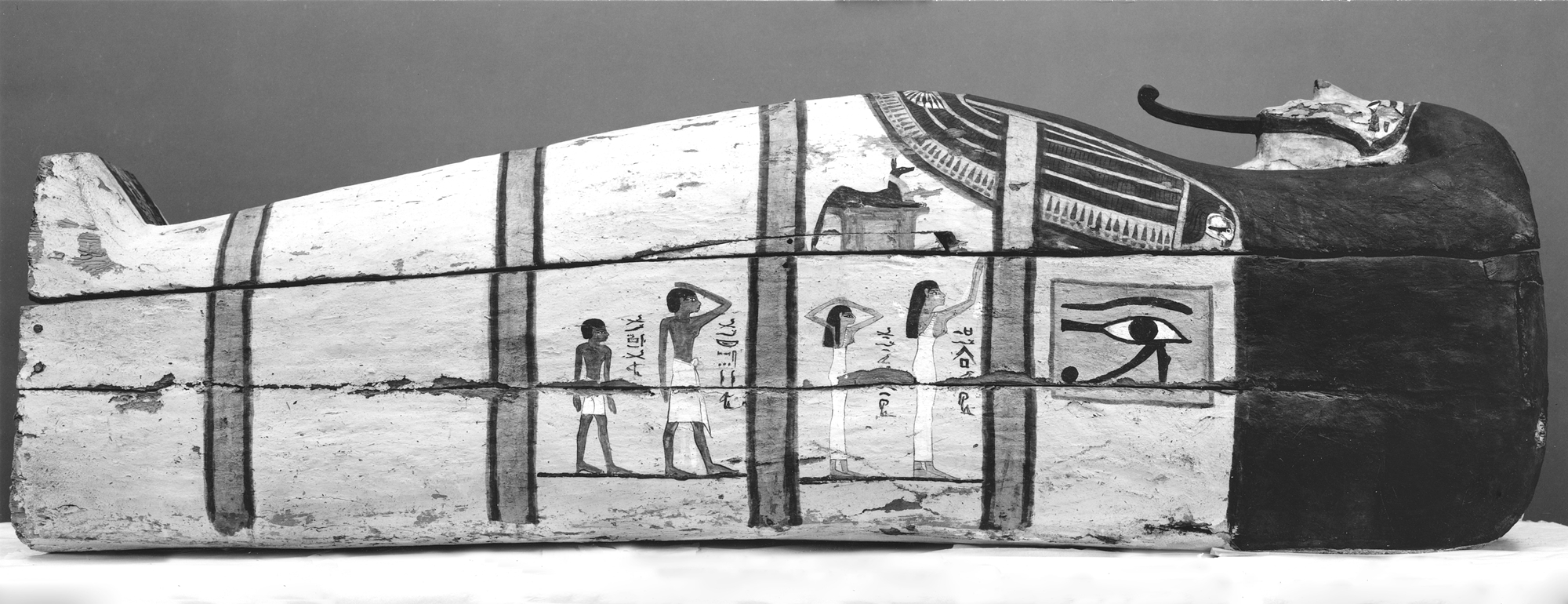
Supuesto sarcófago de Amosis I

La momia identificada como la de Amosis I fue descubierta en 1881 en la tumba DB320, situada junto a Deir el-Bahari, en la necrópolis de Tebas, frente a Luxor. Fue enterrado junto con las momias de otros faraones de las Dinastías XVIII y XIX (Amenofis I, Tutmosis I, Tutmosis II, Tutmosis III, Ramsés I, Seti I, Ramsés II y Ramsés IX) y las de los faraones de la Dinastía XXI Pinedyem I, Pinedyem II y Siamón.
La momia fue desenvuelta por Gaston Maspero el 9 de junio de 1886. Se encontró en un sarcófago en el que aparecía su nombre escrito con escritura jeroglífica, y en las vendas aparecía de nuevo su nombre con escritura hierática. El estilo del sarcófago data aproximadamente de la época de la Dinastía XVIII, si bien no estaba elaborado al estilo de los de la realeza, y cualquier adorno o incrustación de metales preciosos que hubiera podido tener había desaparecido en la antigüedad. Había sido evidentemente trasladado desde su lugar de enterramiento original, reenvuelto y colocado en la tumba de Deir el-Bahari durante el reinado del faraón Pinedyem II, cuyo nombre también aparece en las vendas de la momia. En su cuello se había colocado un collar de flores de delphinium. El cuerpo mostraba señales de haber sufrido las consecuencias de un saqueo, probablemente por parte de ladrones de tumbas, puesto que su cabeza estaba separada del cuerpo y su nariz estaba aplastada.
El cuerpo de la momia medía 1,63 metros de altura. La momia tenía una cara pequeña, sin rasgos muy característicos, aunque poseía una dentadura frontal prominente. Esto podría ser un rasgo familiar hereditario, pues puede observarse también entre algunas momias femeninas de la misma familia, así como en la de Tutmosis II.
Una pequeña descripción de la momia realizada por Gaston Maspero arroja más luz sobre los parecidos familiares:

(...) él era de mediana estatura, puesto que su cuerpo momificado medía solo 5 pies y 6 pulgadas (1,7 m) de altura, aunque el desarrollo del cuello y del pecho indican una fuerza extraordinaria. Su cabeza es pequeña en proporción al pecho, la frente baja y estrecha, los huesos faciales sobresalen y el pelo es denso y ondulado. La cara recuerda exactamente la de Tiûâcrai [Seqenenra Taa] y el parecido por sí solo serviría para proclamar la afinidad, incluso si ignoráramos la estrecha relación que unía a estos dos faraones.

Los estudios iniciales sobre la momia llegaron a la errónea conclusión de que la momia pertenecía a un hombre de entre 50 y 60 años, pero exámenes posteriores han mostrado que lo más probable es que se encontrase entre los 30 y 40 años cuando murió.
Sin embargo, la identidad de la momia (catalogada en el Museo de El Cairo con el n.° 61057) fue puesta en duda en 1980 por los resultados publicados por el Dr. James Harris, profesor de ortodoncia, y el egiptólogo Edward Wente. Harris había sido autorizado para tomar imágenes de rayos X a todas las supuestas momias reales del Museo Egipcio de El Cairo y, en sus estudios, Harris resaltó que la morfología craneoencefálica de Amosis I era muy distinta de la de Seqenenra Taa. También es distinta de la de la momia femenina identificada como Ahmose-Nefertari, que se cree que debió ser su hermana. Estas inconsistencias, y el hecho de que esta momia no estuviese colocada con los brazos cruzados sobre su pecho, como era la costumbre en el periodo para las momias reales masculinas, les llevó a concluir que esta probablemente no era una momia real, dejando su identidad desconocida.
En la actualidad la momia se encuentra en el Museo de Luxor, al lado de la supuesta momia de Ramsés I, como parte de una exhibición permanente titulada "La Edad de Oro del Ejército Egipcio".

## La familia ahmósida
Podemos recomponer buena parte del árbol genealógico de Amosis y su descendencia gracias en gran parte al hallazgo de las momias de numerosos miembros de la familia real de la época en el escondrijo DB320. Este árbol genealógico es conocido como ahmósida por portar frecuentemente el nombre de Ahmose –tanto hombre como mujer, lo que a veces dificulta su correcta identificación.
Ahmose (Amosis I) nació en el seno de la familia gobernante de la ciudad de Tebas, conocida como dinastía XVII. Su abuelo y su abuela, Senajtenra Ahmose y Tetisheri, tuvieron al menos doce hijos, incluyendo al futuro faraón Seqenenra Taa y a Ahhotep. De acuerdo con la tradición de las reinas egipcias, estos dos hermanos contrajeron matrimonio, y sus hijos fueron Kamose, Amosis y varias hijas. Amosis, siguiendo con la tradición, se casó con varias de sus hermanas, convirtiendo a Ahmose-Nefertari en su esposa principal. Tuvieron varios hijos, incluyendo a las niñas Meritamón B y Sitamón A y a los hijos Siamón A, Ahmose-anj, Amenofis I y Ramose A (las letras "A" y "B" tras los nombres son convenciones utilizadas por los egiptólogos para distinguir hijos reales y mujeres que tienen el mismo nombre). Puede que fueran también los padres de Mutneferet A, que se convertiría en la esposa del posterior faraón Tutmosis I. Ahmose-anj era el sucesor principal de Amosis, pero murió antes que su padre, en algún momento entre los años 17.º y 22.º del reinado de su padre. Por ese motivo, el sucesor de Amosis fue su hijo superviviente más mayor, Amenofis I, con quien puede que hubiese llegado a compartir una corregencia.
No existe una ruptura en cuanto a la línea sucesoria entre las dinastías XVII y XVIII. El historiador Manetón, que escribió en una época muy posterior en la Dinastía Ptolemaica, consideró que la expulsión de los hicsos tras casi un siglo de ocupación y la restauración del gobierno egipcio nativo sobre la totalidad del país suponía un evento lo suficientemente significativo como para garantizar el comienzo de una nueva dinastía.

### Las mujeres de Amosis
La Gran Esposa Real y mujer más importante de comienzos de la dinastía XVIII fue la propia hermana de Amosis, la reina Ahmose-Nefertari. Casada con él a muy tierna edad, gozó de una importancia y un poder realmente significativo, por el que más tarde lucharían muchas otras mujeres de su línea sanguínea. Fue nombrada Segunda Profetisa de Amón, Divina Adoratriz y Esposa del dios, un cargo que sería transmitido de madre a hija, como símbolo portador de la legitimidad real. A partir de aquel entonces, un rey no podría llegar a ser coronado de no estar casado con una mujer descendiente del linaje de Ahmose-Nefertari, a ser posible con el título de Esposa del dios.

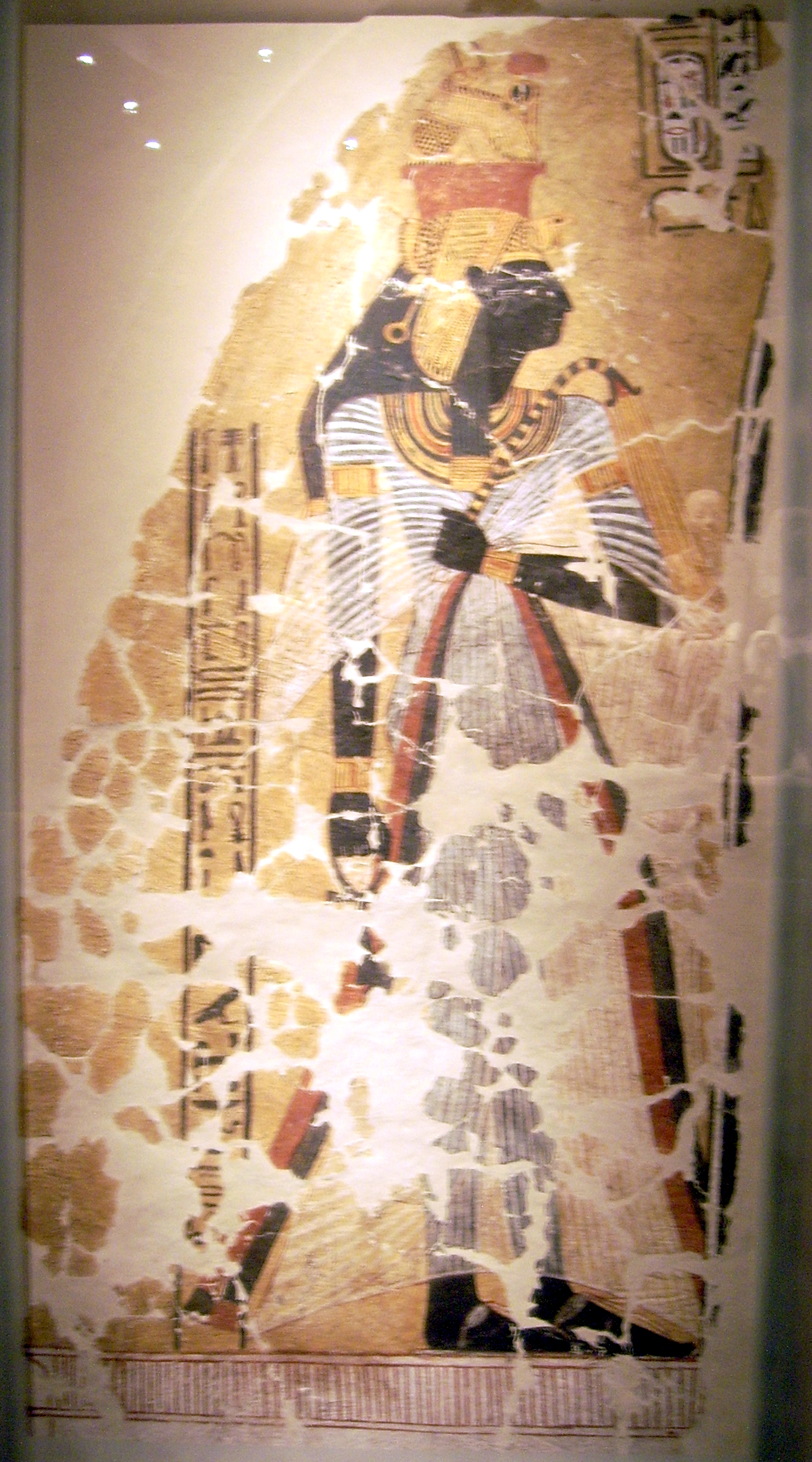
La reina Ahmose-Nefertari, hermana y esposa principal de Amosis. Altes Museum, Berlín.

La importancia de Ahmose-Nefertari radicaba en que era la persona "Dadora de Herederos", siendo que un hijo real suyo sería el próximo faraón. Esta práctica sería mantenida durante casi todo el transcurso de la Dinastía XVIII. Así en caso de que la descendencia sea enteramente femenina, estas princesas serían las futuras "Dadoras de Herederos", estableciendo así que la sucesión real tendría que pasar obligatoriamente por el linaje de Ahmose-Nefertari.
El papel de Ahmose-Nefertari a la sombra de su marido Amosis no parece ser tan relevante como el que desempeñó tras su muerte, ya como reina madre. Tanto es así que se llegó a pensar que en realidad era la gran esposa real del sucesor de Amosis, Amenofis I, por aparecer siempre junto a él y en condiciones de igualdad. Madre e hijo llegaron incluso a ser deificados a su muerte, superando en fama al propio Amosis, y se convirtieron en los patrones de la cofradía de los constructores de tumbas de Deir el-Medina.
Se ha planteado la hipótesis de que Amosis también estuviese casado con Ahmose-Sitkamose. La identidad real de esta princesa sigue siendo un misterio, y el hecho de que su segundo nombre signifique «hija de Kamose» podría traducirse como la unión de las dos ramas de la familia real por medio de un matrimonio. De haber sido mujer de Amosis, lo más seguro es que Ahmose-Sitkamose portase el título de gran esposa real, pero, no se conoce con certeza su filiación. La teoría más aceptada es que esta mujer no fue la esposa del rey, sino hija suya y de la reina Ahmose-Nefertari, como parece certificar el hecho de que también portase el título de Esposa del dios.
En lo que respecta a las otras esposas de Amosis, ninguna llegó a igualar a Ahmose-Nefertari, la única con el título de gran esposa real (equivalente a reina) y no pasaron de ser esposas secundarias sin ningún papel político. Nos han llegado los nombres de algunas, sobre todo debido a su maternidad, como son los casos de Thenthapi o Kasmut.

### Los hijos de Amosis
Hijos de Ahmose-Nefertari
- Sitamón. La hija mayor del matrimonio, portó el título de Esposa del dios, pero murió joven y sin descendencia.
- Siamón. Al parecer el primogénito, fue el primer heredero, aunque murió siendo niño.
- Ahmose-Sitkamose. Como ya se mencionó antes, no queda muy claro si fue hija de Amosis y Ahmose-Nefertari, o bien de Kamose y Ahhotep II.
- Ahmose-Anj. Fue el segundo hijo varón y legalmente designado el heredero al trono. Murió entre el año 17 y el 22 del reinado de su padre, en plena adolescencia.
- Ahmose-Meritamón. Sería la segunda o la tercera de las hijas de la pareja real. Como sus hermanas antes, fue Esposa del dios. Puede que también muriese sin descendencia adulta, pese a que llegó a ser la gran esposa real de Amenhotep I.
- Amenhotep I. El tercero de los varones acabaría por suceder a su padre. Convenientemente asesorado por su madre Ahmose-Nefertari y casado con su hermana Ahmose-Meritamón, en su reinado de 21 años continuaría la labor de su padre en todas sus facetas.

Otros hijos de Amosis
- Tair, hija de Kasmut.
- Henttameh, hija de Tenthapi.
- Ahmose, una niña. Quizás se trate de la princesa enterrada ahmósida en el Valle de las Reinas.
- Ahmose-Sipair (?), un niño. Murió muy pronto, y desconocemos quién fue su padre, si Amosis o Amenhotep I. Su pequeña momia fue una de las muchas halladas en DB320.
- Ramose (?), un varón. Conocemos poco más aparte del nombre. Tampoco sabemos con certeza quiénes fueron sus padres.
- Ahmose (?), una mujer. Quizás se llamase en un principio Ahmose-Tasherit. Como gran esposa real que llegó a ser, a la fuerza tuvo que ser hija de un rey y de una gran esposa real. Lo que no queda claro es si fue hija de Amosis y Ahmose-Nefertari o de Amenhotep I y de Ahmose-Meritamón.
- Mutnefert (?), otra mujer. La madre del rey Thutmose II bien pudo haber sido hija de Amosis y de una esposa secundaria, aunque no hay nada que lo certifique.

## Sucesión
El rey Amosis I murió a la edad aproximada de treinta y cinco años por causas que desconocemos, aunque es probable que se tratase de muerte natural (no hay que olvidar que la esperanza de vida de aquella época no superaba los treinta años). Había reinado en Tebas por espacio de veinticinco años y cuatro meses, de los cuales durante siete años había sido el gobernante único de todo Egipto.
Amosis I fue sucedido por su hijo, Amenofis I. Por otra parte, algunos historiadores han defendido la existencia de una corregencia con Amenofis, que pudo haber durado hasta seis años. Partiendo de la hipótesis de que sí que hubiese existido esta corregencia, Amenofis no podría haber sido nombrado rey hasta el decimoctavo año de reinado de Amosis, fecha aproximada de la muerte de Ahmose-Anj, y momento en que Amenofis se habría convertido en el heredero al trono. Pese a que hay argumentos o indicios que apuntan a la existencia de este breve periodo en el que ambos reinados se solaparon, lo cierto es que aún nada puede certificarse ante la falta de pruebas claras. 
El primer indicio que apunta a la existencia de la citada corregencia lo constituyen tres pequeños objetos que contienen los praenomen de ambos faraones, uno al lado del otro: un abalorio de cristal, un pequeño amuleto de feldespato, y una estela rota. Todas ellas están escritas en el estilo típico de la Dinastía XVIII. En esta última estela se dice de Amenofis que "recibió vida eternamente", frase habitual en el idioma egipcio para hacer referencia a que el rey está vivo, mientras que el nombre de Amosis no tiene el epíteto habitual de "voz de la verdad" que se otorga a los reyes muertos. Dado que el praenomen solo lo asumen los reyes al llegar al trono, se podría asumir que ambos estaban vivos al mismo tiempo, y que ambos reinaban a la vez. Existe sin embargo la posibilidad de que Amenofis solo quisiera asociarse con su padre, que fue el reunificador de Egipto.
Le segunda evidencia en la que se apoyan los defensores de la existencia de la corregencia es en el hecho de que Amenofis I parece que casi llegó a finalizar las preparaciones para su fiesta Sed, o puede que incluso comenzase su celebración. Sin embargo, la duración del reinado de Amenofis se considera de tan solo 21 años, cuando esa fiesta no se puede celebrar antes de que el faraón haya cumplido 30 años de reinado. Algunos argumentan que sí que es posible que planease la celebración del festival si se suma a la duración de su reinado el tiempo de corregencia con su padre, y si se calculase su reinado a partir de su primera coronación, y no desde la fecha en que comenzó a gobernar en solitario. Esto explicaría el grado de desarrollo en el que se encontraban los preparativos del festival encontrados en Karnak. Sin embargo, este indicio no es concluyente, puesto que también existen dos ejemplos contemporáneos en el Imperio Nuevo en el que esta tradición sufre una ruptura: La reina Hatshepsut celebró el Heb Sed en su decimosexto año, y el faraón Akenatón lo hizo en el decimoséptimo.
En tercer lugar, existen dos estelas encontradas en las canteras de piedra caliza Ma`sara, que datan del vigésimo segundo año de reinado de Amosis, en las que la esposa de Amosis, Ahmose-Nefertari, recibe al mismo tiempo los títulos de "Gran Esposa del Rey" y "Madre del Rey". Para que esto pudiera ser cierto de forma literal, tanto Amosis como Amenofis debían ser reyes a la vez en ese momento. Sin embargo, también es posible que se tratase de un título honorífico, puesto que existen casos como el de la reina Ahhotep II, que asumió el título a pesar de no haber sido madre de ningún rey conocido; aunque existe la posibilidad de que su hijo Amenemhat fuese corregente con Amenofis I, pero que hubiese muerto antes que su padre.
Dada la situación y no siendo estas evidencias del todo concluyentes, en la actualidad es imposible determinar si llegó a existir o no una corregencia. Tanto las obras de Redford como las de Murnane sobre el particular llegan a la conclusión de que no hay suficiente base para decantarse a favor ni en contra de dicha posibilidad. Incluso si hubiese existido, no habría tenido influencia en la cronología del periodo porque en este tipo de institución el faraón Amenofis habría comenzado a contar sus años de reinado a partir del primer año como gobernante en solitario. En cualquier caso, los defensores de la corregencia hacen notar que, visto que hubo al menos una rebelión contra Amosis durante su reinado, habría sido una acción lógica la de coronar a un sucesor antes de que el faraón hubiese muerto, puesto que eso evitaría una futura lucha por la sucesión a la muerte de Amosis.
Lo único que sabemos a ciencia cierta es que Amenofis I siguió todas y cada una de las directrices de sus padres, estabilizando el país y concluyendo todas las obras que Amosis dejó inconclusas. Sería sucedió por Tutmosis I, un hombre en apariencia no relacionado con los ahmósidas, pero casado con la princesa Amosis.

## Titulatura
| Titulatura | Jeroglífico | Transliteración (transcripción) - traducción - (referencias) |

| G5 |

| G5 |

| O29 | L1 | G43 |

| O29 | L1 | G43 |

| O29 | L1 | G43 |

| O29 | L1 | G43 |

| G5 |

| G5 |

| O29 | L1 | G43 |

| O29 | L1 | G43 |

| O29 | L1 | G43 |

| O29 | L1 | G43 |

| G16 |

| G16 |

| t · t | A53 | F31 | t | G43 |

| t · t | A53 | F31 | t | G43 |

| G16 |

| G16 |

| t · t | A53 | F31 | t | G43 |

| t · t | A53 | F31 | t | G43 |

| G8 |

| G8 |

| S24 · O34 | N17 · N17 |

| S24 · O34 | N17 · N17 |

| G8 |

| G8 |

| S24 · O34 | N17 · N17 |

| S24 · O34 | N17 · N17 |

| N5 · nb | F9 | t · t |

| N5 · nb | F9 | t · t |

| N5 · nb | F9 | t · t |

| N5 · nb | F9 | t · t |

| N5 · nb | F9 | t · t |

| N5 · nb | F9 | t · t |

| N5 · nb | F9 | t · t |

| N5 · nb | F9 | t · t |

| N5 · nb | F9 | t · t |

| N5 · nb | F9 | t · t |

| N5 · nb | F9 | t · t |

| N5 · nb | F9 | t · t |

| N5 · nb | F9 | t · t |

| N5 · nb | F9 | t · t |

| N5 · nb | F9 | t · t |

| N5 · nb | F9 | t · t |

| N12 | F31 | s |

| N12 | F31 | s |

| N12 | F31 | s |

| N12 | F31 | s |

| N12 | F31 | s |

| N12 | F31 | s |

| N12 | F31 | s |

| N12 | F31 | s |

| N12 | F31 | s |

| N12 | F31 | s |

| N12 | F31 | s |

| N12 | F31 | s |

| N12 | F31 | s |

| N12 | F31 | s |

| N12 | F31 | s |

| N12 | F31 | s |